# Euphyia griselda
Euphyia griselda là một loài bướm đêm trong họ Geometridae.